# بندر تانا
بندر تانا (به لاتین: Bandar Thana) یک عوارض جغرافیایی در بنگلادش است که در شهرستان چیتاگونگ واقع شده‌است.

## خصوصیات
بندر تانا ۴۴٫۶۳ کیلومترمربع مساحت و ۱۸۷٬۷۳۹ نفر جمعیت دارد.